# Assertiviteit
Assertiviteit is een verzamelbegrip dat gebruikt wordt in de sociale psychologie. Het betreft de omgang met andere mensen in relaties, werk, scholing en andere sociale situaties. Het begrip assertiviteit werd bekend bij het brede publiek via boeken zoals Your Perfect Right: A Guide to Assertive Behavior (1970) van Robert E. Alberti en Als ik nee zeg voel ik me schuldig (1975) van Manuel J. Smith.

## Assertief gedrag
Een adequaat assertieve houding betekent opkomen voor zichzelf en de eigen mening, rechten en standpunten zonder gesprekspartners agressief te benaderen zodat zij in hun waarde blijven. Voor veel verlegen en introverte personen en mensen met autisme is assertief gedrag een moeilijke opgave.
Assertief gedrag zit tussen twee gedragsvormen in: sub-assertief gedrag en (passief-)agressief gedrag. Sub-assertief gedrag wordt vaak veroorzaakt door agressie van een ander en agressief gedrag wordt weer versterkt door een sub-assertieve reactie. Ook komt het veel voor dat sub-assertieve mensen hun rol opeens overcompenseren met agressiviteit.
Voorbeelden van assertief gedrag:
- Communiceren in de volgorde van luisteren, interpreteren, samenvatten, antwoorden (afgekort als LISA)
- Geweldloze communicatie, kritiek uiten in de volgorde van "ik constateer een probleem", "dit doet het met mij", "verzoek tot oplossen doen", "opdat probleem wordt opgelost". Voorbeeld: "Buurman, uw radio staat erg luid en ik kan daardoor niet slapen. Kunt u deze ook zachter zetten zodat ik rustig verder kan slapen?"
- Duidelijk formuleren van eigen wensen/mening (en niet zeggen wat een ander mogelijk zou willen horen)
- Voor zichzelf spreken door bij voorkeur vanuit de ik-vorm te spreken
- Emoties durven te uiten
- Complimenten kunnen geven/ontvangen
- Verzoeken kunnen weigeren/'nee' durven zeggen

## Sub-assertief gedrag
Sub-assertief zijn betekent dat iemand te weinig voor zichzelf opkomt. Hierdoor kan zich een frustratie opbouwen. Door onzekerheid of gebrek aan de juiste vaardigheden kunnen frustraties/problemen vaak pas laat aan het licht komen.
Conflictvermijding lijkt op het eerste gezicht gemakkelijk voor alle betrokkenen. Immers, de persoon zelf vermijdt conflicten en de ander krijgt zijn zin. In bijvoorbeeld een werkgerelateerde situatie kan een sub-assertief persoon werkzaamheden van een ander overnemen en loopt daarbij niemand in de weg. Op de korte termijn werkt sub-assertiviteit minder grote frustratie in de hand dan op de lange termijn. Op het werk kunnen sub-assertieve personen er bijvoorbeeld mee te maken krijgen dat zij hun werk niet afkrijgen, te veel fouten maken omdat ze te snel moeten werken, of taken (te) letterlijk opvatten. In een werksituatie kan het als plotseling overkomen wanneer een sub-assertief persoon ogenschijnlijk onverwachts ontslag neemt - zonder eerder een duidelijk signaal van ontevredenheid te hebben afgegeven.
Sub-assertiviteit kan leiden tot het opbouwen van onderhuidse spanningen met vage klachten of mogelijk overspannenheid tot gevolg. Dit is de reden waarom leidinggevenden hun werknemers op assertiviteitstraining sturen ondanks dat ze daarna meer tegenspraak kunnen verwachten.
Voorbeelden van sub-assertief gedrag:
- Zich te stilhouden of te snel toegeven
- Geen kritiek durven te geven of moeilijk complimenten kunnen ontvangen
- Onenigheid vermijden

### Oorzaken van sub-assertiviteit
- Sub-assertiviteit kan voortkomen uit onzekerheid over zichzelf, of een negatief zelfbeeld
- Niet-adequate overtuigingen hebben over assertief gedrag, zoals "bescheidenheid siert de mens, dus ik houd mijn mond"
- Gebrek aan sociale vaardigheden
- Geen vriendelijke reactie (waardoor uitdoving van gewenst gedrag)

## Agressief gedrag
Agressief gedrag houdt in dat mensen zich dominant opstellen, weinig respect hebben voor andermans mening, slecht luisteren, zelfs soms schreeuwen of zich beschuldigend uitlaten. Ook dit gedrag kan voordelen hebben op de korte termijn, doordat mensen conflicten met jou vermijden en gewoon doen wat je zegt. De gevolgen zijn echter hetzelfde als hierboven beschreven en in het slechtste geval ben je zelf ook nog verantwoordelijk.
Overreageren met verbaal geweld is zeker niet wat onder assertief wordt verstaan. Het kan worden geïnterpreteerd als een uiting van machteloosheid.
Passieve agressie is een indirecte communicatievorm waarbij de zender een non-verbale boodschap overbrengt. Dit kan bijvoorbeeld door op een onwelgevallige boodschap te reageren met een vergelijkbare tegenactie als represaille.
Voorbeelden van agressief gedrag:
- Anderen overheersen
- Anderen negeren
- Slecht luisteren
- Overdreven veel kritiek op anderen geven en deze kritiek blijven herhalen
- De stem verheffen of zelfs schreeuwen

## Trainingen
Assertiviteitstrainingen of persoonlijke effectiviteitstrainingen kunnen een rol spelen bij het verwerven van een assertievere opstelling. Bij bijvoorbeeld een chronisch gebrek aan zelfvertrouwen kan cognitieve gedragstherapie zinvol zijn. Een assertiviteitstraining biedt alternatieven voor zowel sub-assertief als agressief gedrag.
Bij assertiviteit speelt lichaamstaal een belangrijke rol, daarom wordt tijdens een assertiviteitstraining ook aandacht besteed aan non-verbale aspecten. Het is niet genoeg om te leren welke woorden gebruikt moeten worden om iemand adequaat kritiek te geven. Een persoon dient er voor te zorgen dat hij zich ook assertief toont. Verder is het belangrijk om iets te weten over gespreksvaardigheden en het verschil te leren zien tussen vorm en inhoud van een boodschap.